# Lorette-Kartoffeln
Lorette-Kartoffeln (französisch: pommes de terre Lorette) ist die Bezeichnung für eine klassische frittierte Käse-Kartoffelspeise. Sie wird aus Dauphinemasse hergestellt: unter fünf Teile Krokettenmasse wird ein Teil Brandmasse und etwas geriebener Hartkäse (wie Sbrinz) untergezogen. Die Masse wird mit einem Spritzbeutel hörnchen- oder ringförmig dressiert und in heißem Öl frittiert.
Im Kochkunstführer des französischen Meisterkochs Auguste Escoffier hieß die Speise Loretto-Kartoffeln.